# Ungra, Brașov
Ungra (în germană: Galt, în maghiară: Ugra, Szászugra) este satul de reședință al comunei cu același nume din județul Brașov, Transilvania, România. Ungra este situată în partea de nord a județului Brașov, la numai 9 km de orașul Rupea și circa 62 km distanță de municipiul Brașov. Ungra este așezată pe malul drept al Oltului, nu departe de confluența acestuia cu pâraiele Homorod și Valea Dăișoarei, la 3 km de drumul național 13, Brașov-Sighișoara, în zona denumită Țara Rupei sau Zona Rupea (Tinutul Cohalmului), dar cea mai exactă denumire din punct de vedere istoric pentru aceasta regiune este aceea de Scaunul Rupea.

## Istoric
Condițiile naturale prielnice au favorizat apariția așezărilor omenești, din cele mai vechi timpuri.Urmele trecutului descoperite în acest colț de țară dovedesc existența așezărilor omenești încă din vremea daco-romanilor. 
În documentul de predare a Țării Bârsei Ordinului Teutonic din anul 1211, Ungra era menționată ca graniță a acesteia. Ungra face parte din județul Brașov, până în anul 1950 a făcut parte din județul Târnava Mare. Localitatea este situată pe malul Oltului, la poalele munților Perșani, în defileul Racoș-Hoghiz-Crihalma.
În traducere mai veche numele satului este "Grânar". Ungra, în forma de organizare pe care o putem vedea și astăzi, a luat ființă in jurul anului 1100, când primii coloniști sași sositi în Transilvania s-au așsezat aici. Urmele de locuire ale zonei sunt însă mult mai vechi, fiind cunoscute multe șantiere arheologice pe aria comunei Ungra. Este de amintit vechiul castru roman Pons Vetus. 
UNGRA este situată sub dealul Stajeii, care atinge o cotă de 589 metri, tocmai în dreptul ruinelor vechiului castru roman amintit mai sus. Bătrânii satului își amintesc de existența unei cronici care a fost ținută din cele mai vechi timpuri, de la înființarea comunei în jurul anilor 1100, de către sași, în care au fost consemnate în limba germană toate evenimentele care îi priveau pe locuitorii comunei, de etnie germană, română sau pe rromii care s-au stabilit la Ungra. Aceasta cronică a fost consultată de doua ori de către marele istoric Nicolae Iorga și citată mai apoi în lucrările sale de istorie a românilor. Cronica aceasta a fost vazută și de către alți locuitori ai satului. Din această cronică s-a aflat ca de-a lungul timpului (sec. XVI-XVII), noii veniți în sat, nu erau primiți direct in vatra satului, ci erau dirijați pe o vale situată la circa doi kilometri, numită și astăzi Valea Ungrișoarei, și numai ulterior, după ce făceau dovada bunei purtări, convingând mai marii satului că sunt harnici și cinstiți, dobândeau dreptul de a se stabili în perimetrul satului. Această cronică este valoroasă nu numai pentru istoria acestui sat, ci și pentru istoria Transilvaniei, relatând modul în care s-au format comunitățile sasești, românești și cele de rromi, felul in care au evoluat sub raport social, economic, relatează viața din trecut, obiceiurile și datinile  străvechi, precum și istoria Bisericilor Evanghelice si Ortodoxe pe aceste meleaguri. Din păcate aceasta cronică a disparut după Revoluția din 1989, o dată cu exodul sașilor in Germania.
Din cronica mai sus amintită reiese că mulți dintre românii care s-au stabilit la Ungra (e.g. sec XIII-XVIII) provin din zonele de munte, și au fost în marea lor parte păstori care au decis să se stabilească pe o ulița a lor, numită și astăzi strada Românilor.
Artistul roman Alexandru Andries a numit un album din discografia sa cu numele satului ardelean, fiind impresionat de frumusetea traditiilor ungrene din perioada Crăciunului. Albumul "Ungra" a apărut în anul 1996 și a fost primul material de terapie sonoră din România.

## Obiective turistice
- Biserica Fortificată Evanghelică: Pe o înălțime întinsă, lângă comuna Ungra, este situată o biserică evanghelică în stil romanic, fortificată cu ziduri de apărare împotriva năvălitorilor, datând din secolul al XIII-lea. În portalul acestei biserici sunt zidite capete de leu care au provenit din ruinele castrului roman pons VETUS aflat pe râul Olt. Un astfel de cap de leu este păstrat la Muzeul Brukenthal din Sibiu. Biserica este înconjurată de un zid circular și este înzestrată cu turnuri de apărare. După planul inițial este vorba de o bazilică romanică cu trei nave, cor dreptunghiular, absidă rotundă și un turn înspre vest cu un portal în stil romanic. Colateralele au fost dărâmate probabil cu prilejul restaurării bisericii devastată de tătari în anul 1658. Turnul de vest a fost grav avariat de către cutremurele din anii 1802 și 1829. A fost dărâmat din nefericire în anul 1843. Incinta cu intrare fortificată și două turnuri de apărare a fost ridicată în secolul al XVI-lea. Turnul pentagonal din partea de nord-est datează probabil numai din secolul al XVII-lea.
- Mic muzeu etnografic și de istorie săsească (chiar în stânga porții Bisericii Evanghelice e amenajat un mic muzeu, prezintă costume populare, un război de țesut, o vârtelniță, fuior, fus, instrumente de tâmplărit, ulcele, cărți, fotografii precum și mecanismul vechiului ceas din turnul bisericii).

- Monumentul Eroilor Români din Primul Război Mondial. Monumentul sculptural dedicat eroilor români din Primul Război Mondial, dezvelit în anul 1936, care este situat în centrul comunei Ungra. Opera sculptorului Tompa Iosif reprezintă, alegoric, „Victoria“ i.e. personaj feminin, cu brațul drept ridicat, care ține în mâna stângă o spadă, o cască și ramură de laur. Monumentul are o înălțime 4,75 m și este construit din beton mozaicat și piatră.
- Biserica din Deal, vechea biserică ortodoxă a satului, datând din ?

## Personalități
- Bucur Șchiopu (1911 Ungra-1991 Bucuresti), om politic comunist (ministru, ambasador), profesor, eseist, economist. A  avut un rol important la electrificarea localității, la construcția Bisericii ortodoxe (clădirea nouă) cu hramul Sf. Treime; trebuie să ținem cont de faptul că în timpul comunismului când bisericile se dărâmau, la Ungra se înalță măreața biserică noua, grație intervenției domnului Bucur Șchiopu.

## Istoria învățământului românesc la Ungra
Prima școală românească din Ungra apare în jurul anului 1860 în locul numit În cruce, având ca dascăl pe preotul Roșca. 
După 1880 s-a construit pentru școală o clădire nouă. Aceasta a fost făcută în două etape. Învățătorul avea locuință și grajduri pentru vite în incinta școlii. Până la această dată nici preotul, nici dascălii nu aveau studii corespunzătoare pentru învățământ. După 1887 vine ca învățător Ion Roșca, nepotul preotului Roșca, singurul din zonă care avea Școala Normală. Datorită unor fraude comise în dauna elevilor, învățătorul Roșca se retrage dincolo de munți, în vechea Românie. 
La școala românească își face apariția dascălul Andron din Fântâna de peste Olt. Elevii sunt obligați să învețe în limba maghiară majoritatea orelor. În limba română se țineau doar 2 ore, după-amiaza. Periodic venea un inspector și îi verifica pe elevi dacă au învățat ungurește. Dacă elevii nu știau bine, i se tăia salariul învățătorului. 
Durata cursurilor era de 6 ani: 4 ani instrucție și 2 ani repetiție.
În perioda 1916-1917 nu s-a făcut școală. Cursurile s-au reluat după 1918, când s-a reîntors învățătorul Roșca. 
Școala românească din Poștărie a funcționat până în anul 1948, când, prin Legea învățământului, s-a trecut la învățământul de 7 ani(clase elementare). După această dată, clădirea școlii românești a fost abandonată iar învățământul a funcționat în școala germană care, prin actul de naționalizare, a fost trecută în proprietatea statului român.
Învățătorul Popilian Procopie a profesat din 1922 până aproximativ în 1958, el a rămas în memoria colectivă a satului ca o figură de legendă, ca unul dintre cei mai exigenți dascăli pe care i-a avut școala ungreană, un dascăl de care foștii elevi își amintesc cu mult respect.

## Microregiunea de dezvoltare Rupea - Cohalm
Ungra face parte din microregiunea de dezvoltare Rupea-Cohalm, din Județul Brașov și deci din Regiunea de dezvoltare Centru cu sediul administrativ în municipiul Alba Iulia. 
Microregiunea Rupea-Cohalm sau țara Cohalmului este una din cele trei micro-regiuni de dezvoltare individualizate la nivelul județului Brașov. Din punct de vedere al unitaților teritorial-administrative existente, zona cuprinde un oraș: Rupea și opt comune: Bunești, Cața. Hoghiz, Homorod, Jibert, Racoș, Ticuș, Ungra.
Cele opt comune, împreuna cu orașul Rupea, Biserica Evanghelică și Ortodoxă, Fundația Mihai Eminescu precum și Consiliul Județean, Agenția de Dezvoltare Județeană dar și cea Regională au pus bazele unui parteneriat în vederea dezvoltarii pe termen lung a micro-regiunii Rupea-Cohalm.
Patrimoniul cultural-istoric al micro-regiunii Rupea-Cohalm cuprinde ansambluri fortificate ale bisericii evanghelice, biserici ce atestă diversitatea religioasă a zonei, case memoriale, situri arheologice, fragmente de ziduri fortificate. Prin acestea micro-regiunea se evidențiază ca una dintre cele mai bogate zone ale județului din punctul de vedere al patrimoniului cultural, dispunând de un important potențial pentru turismul cultural. 
 Arhivat în 25 iunie 2018, la Wayback Machine.

## Tradiții
La Ungra, zestrea etnografică este deosebit de bogată. Cel mai de preț lucru pentru tradiția satului îl reprezintă costumul popular, păstrat cu respect și mândrie până în zilele noastre, când este purtat la zile de sărbătoare și nunți. 
În sat se regăsește și mobilierul pictat, specific culturii transilvane.
La Ungra s-a păstrat obiceiul vecinătăților (nachbarschaft, nabarsagurilor), formă de organizare a comunității, cu scopuri de intrajutorare și administrative, veche de sute de ani, specifică satelor din regiunea Sighișoara-Rupea.
Frumusețea satului este dată și de arhitectura transilvană autentică cu influențe saxone, specifică satelor din zonele sudice ale regiunii. Casele sunt mari, cu porți de intrare înalte și anexe gospodărești încăpătoare. Ferestrele sunt dotate cu obloane numite "table", frumos decorate, acestea fiind un element specific caselor satului, element care amintește de tradiția arhitectonică occidentală. Porțile caselor sunt vopsite în concordanță cu obloanele și soclul caselor. Predomină culori precum albul, maroul, verdele și combinațiile pastel, într-o alăturare elegantă.  
Sărbători tradiționale:
- Fasching (Fosnicul) - sărbătoarea comunităților la sfârșitul iernii, se ține în luna ianuarie. La Fosnic participă îndeosebi familiile căsătorite din sat. Acestea aduc mâncare de acasă, se îmbracă în costume naționale și petrec împreună în sala mare a căminului cultural. Se dansează Hora Unirii pentru a marca unitatea de neam a românilor. Fosnicul se sărbătorește în preajma datei de 24 ianuarie, în amintirea mărețului act istoric de la 1859, când a avut loc "Unirea cea Mică", a Țării Românești cu Moldova, moment precursor al "Marii Uniri", când Transilvania și Banatul s-au unit cu Regatul României, la 1 decembrie 1918 prin hotărârea unanimă a delegaților participanți la Marea Adunare Națională de la Alba Iulia. Acest obicei este considerat la origine un obicei săsesc preluat și de români.
- Vecinătățile (nachbarschaft, nabarsag), formă de organizare a comunității, cu scopuri de întrajutorare și administrative[3]
- Jocul de Crăciun și Anul Nou.

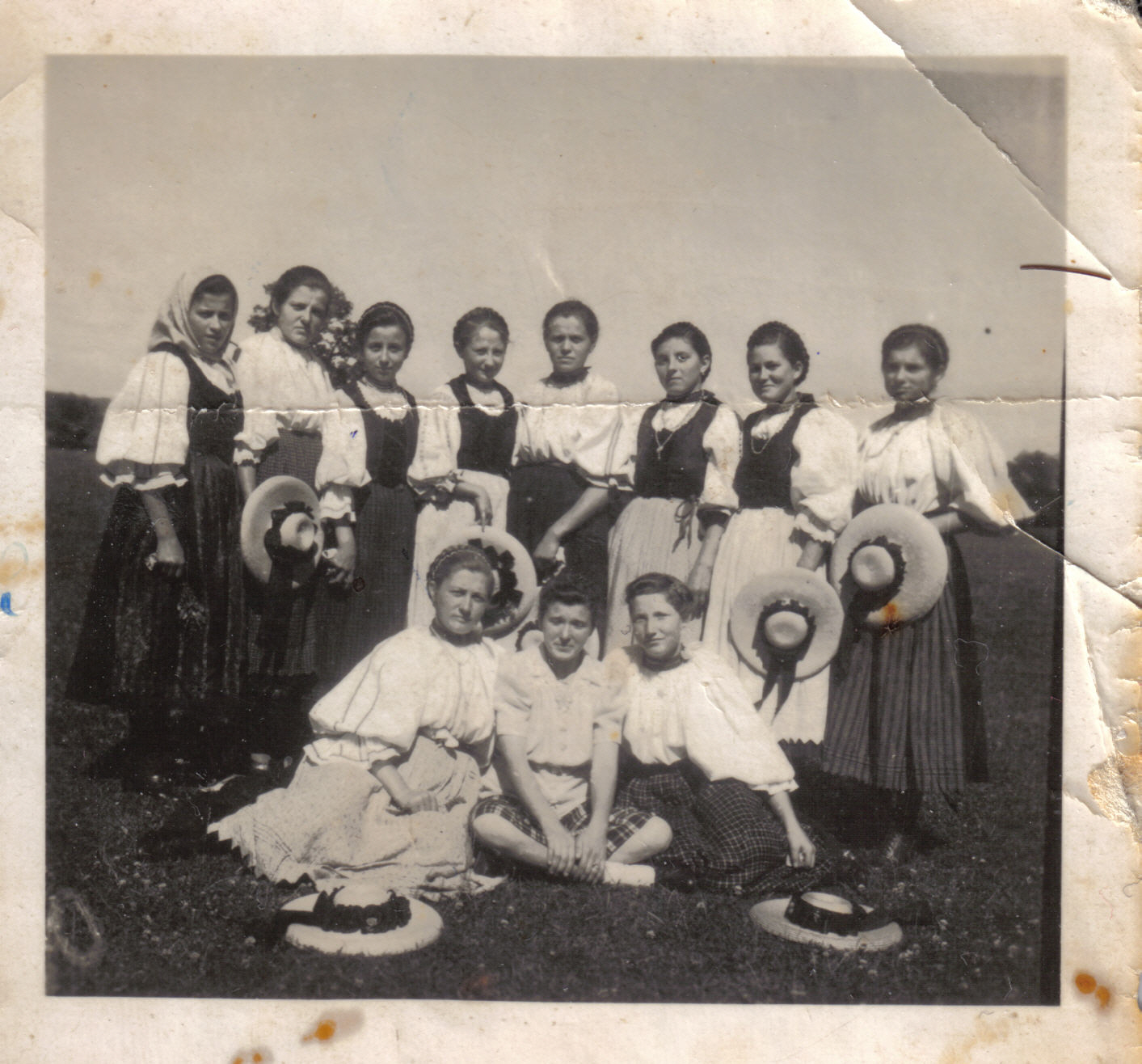
"Fete la Joc in Aos - Ungra", 15 iulie 1944
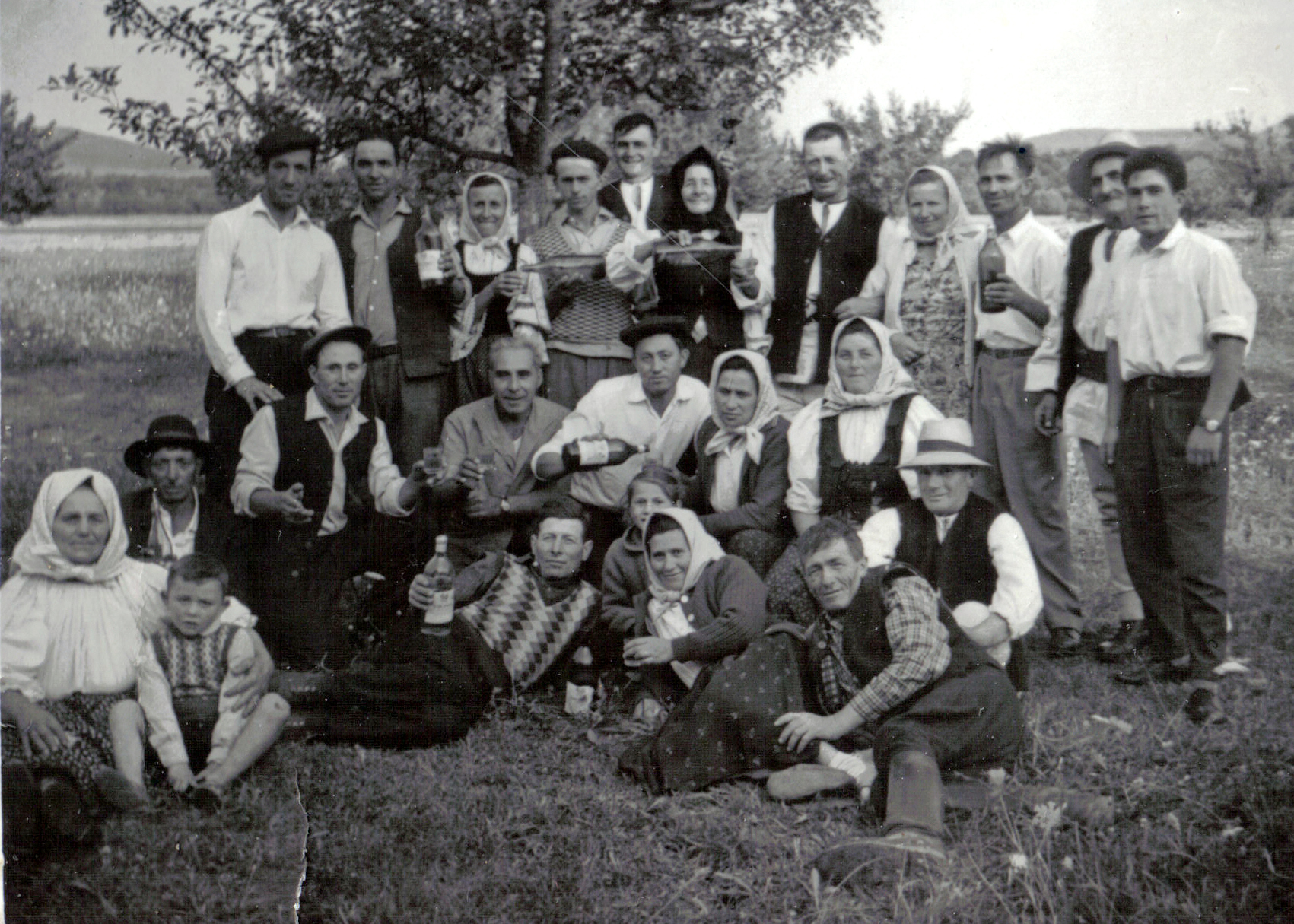
"Sărbătoare câmpenească, grupa a 2-a CAP Ungra", 23 august 1965
"Nuntași ungreni" , aprox 1968
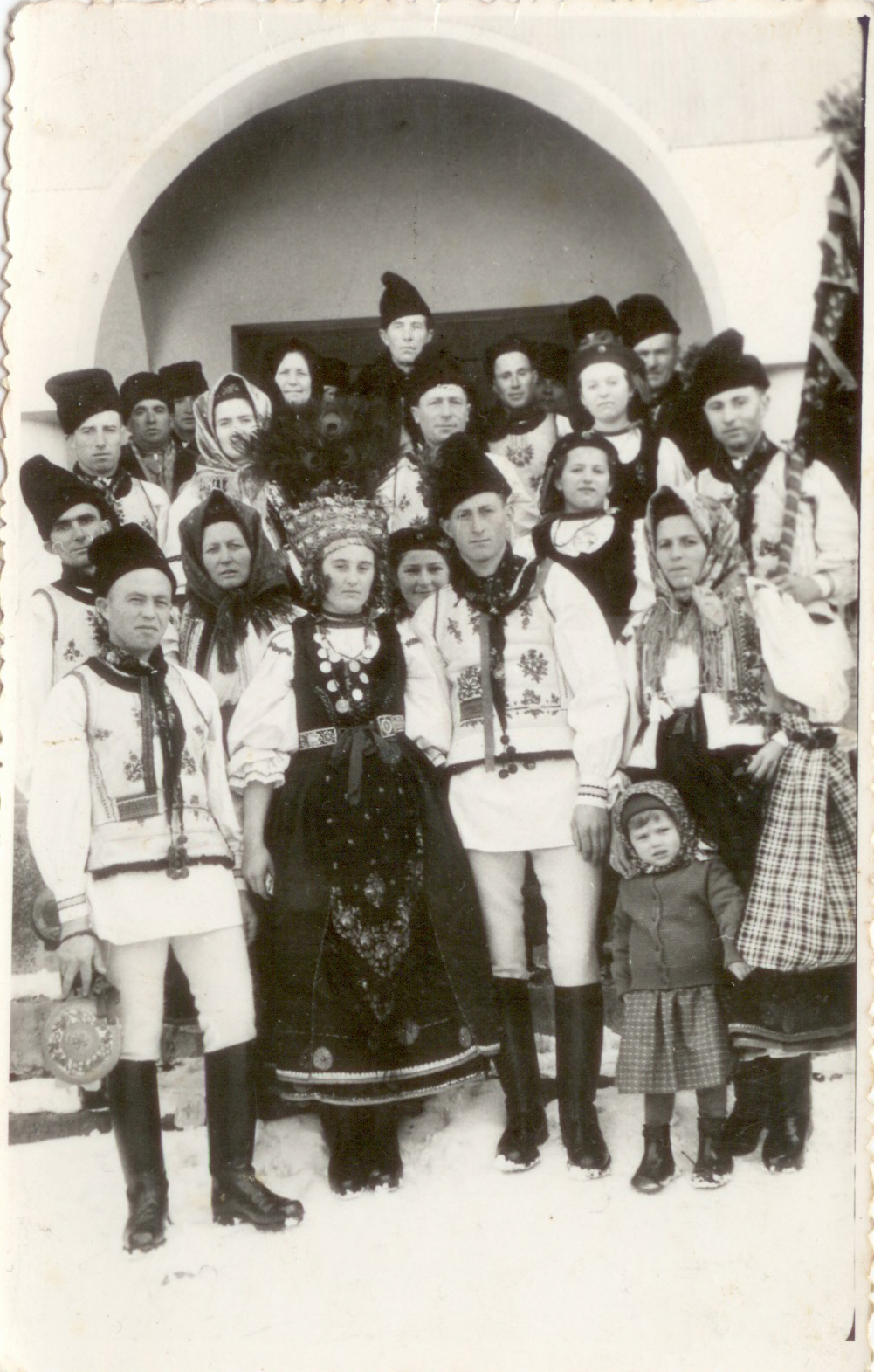
"Nuntași ungreni"
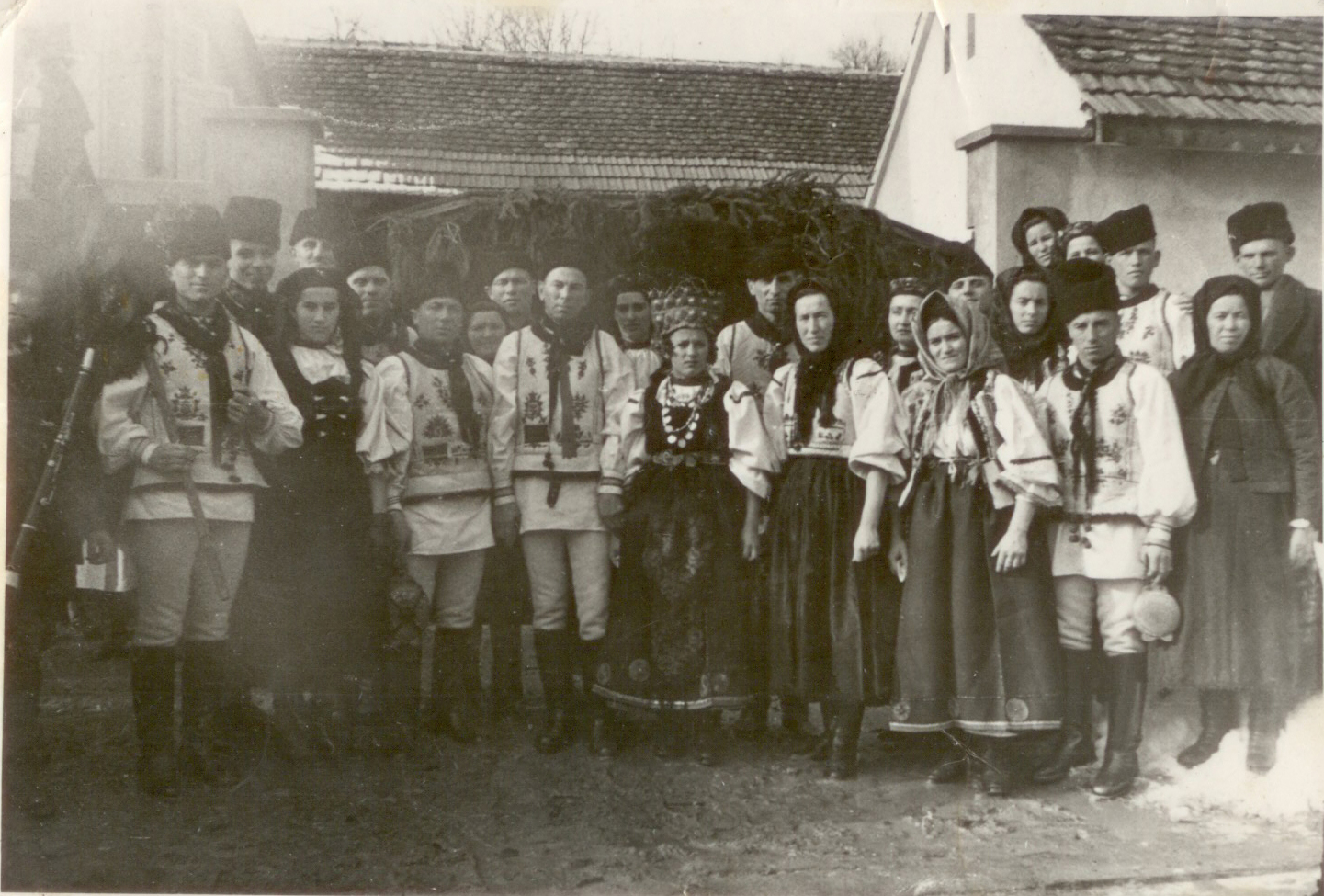
"Nuntași ungreni"
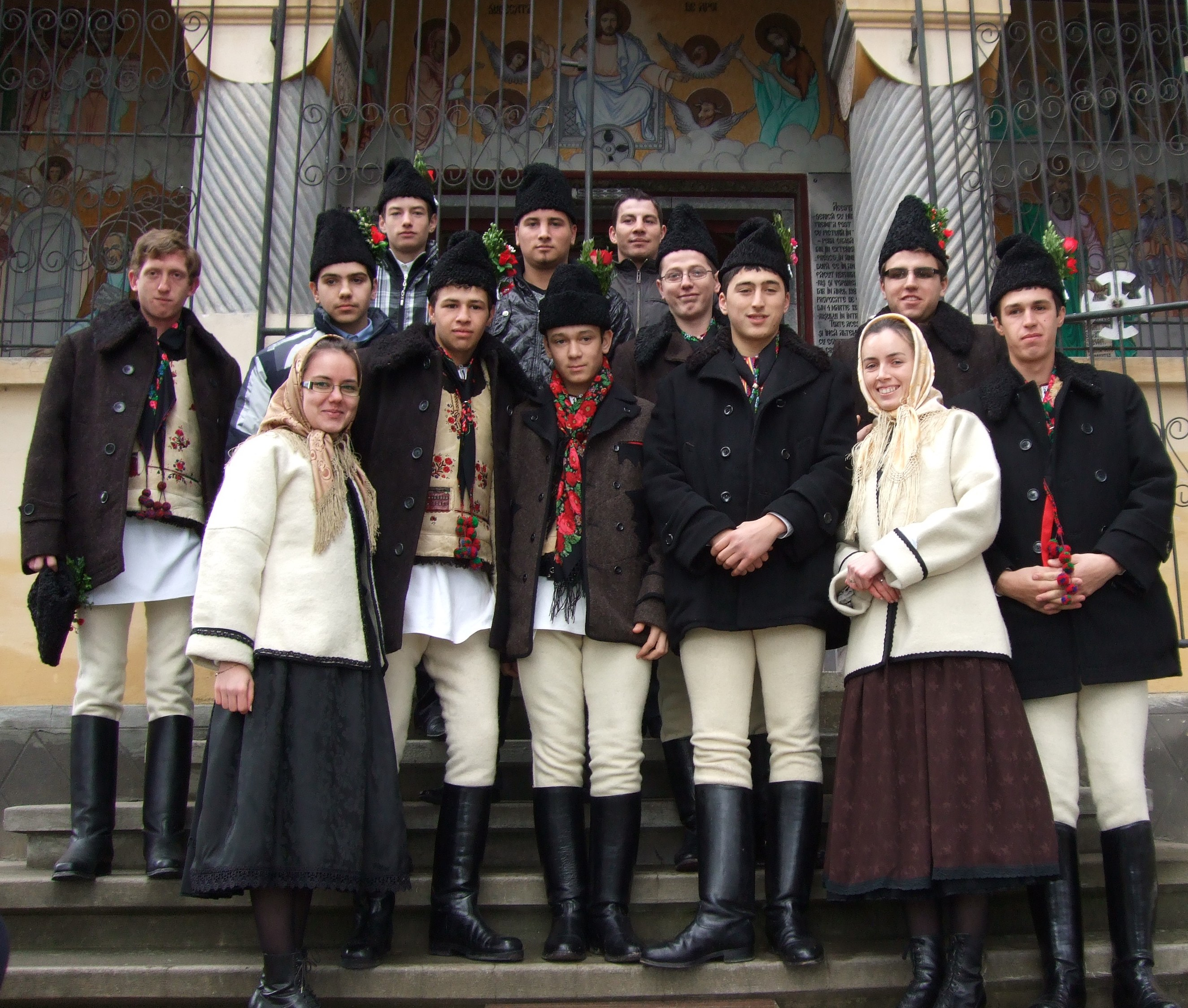
"Tradiții de Crăciun - la biserica", 2009

## Strada Românilor
Strada Românilor reprezintă vechea vatră pe care s-au stabilit și au trăit românii. Istoria ei este strâns legată de evoluția comunității românești, satul fiind la începuturi unul cu populație de origine etnică germană majoritară, populație colonizată în sudul și în nord-estul Transilvaniei începând cu mijlocul secolului al XII-lea. În toponimia locală sunt folosite și denumirile de "Prund" si "Panchea", pentru cele doua părți ale ei precum și pentru cele două vecinătăți (năbârșage) românești.

Strada Românilor - vedere
Strada Românilor - vedere
Strada Românilor - vedere

## Imagini

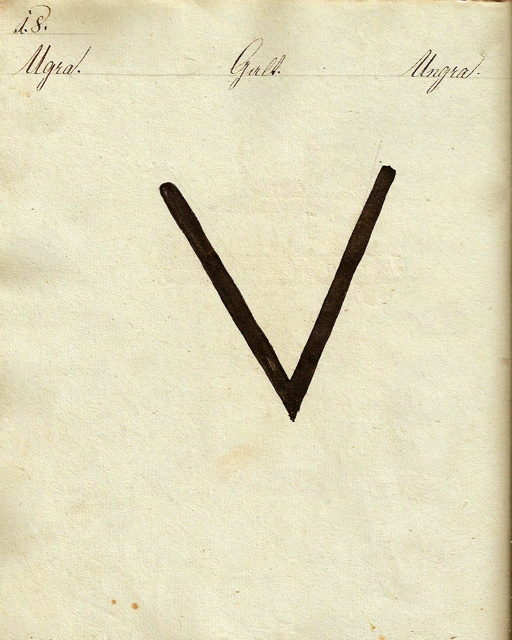
1826 - Danga pentru vitele din Ungra
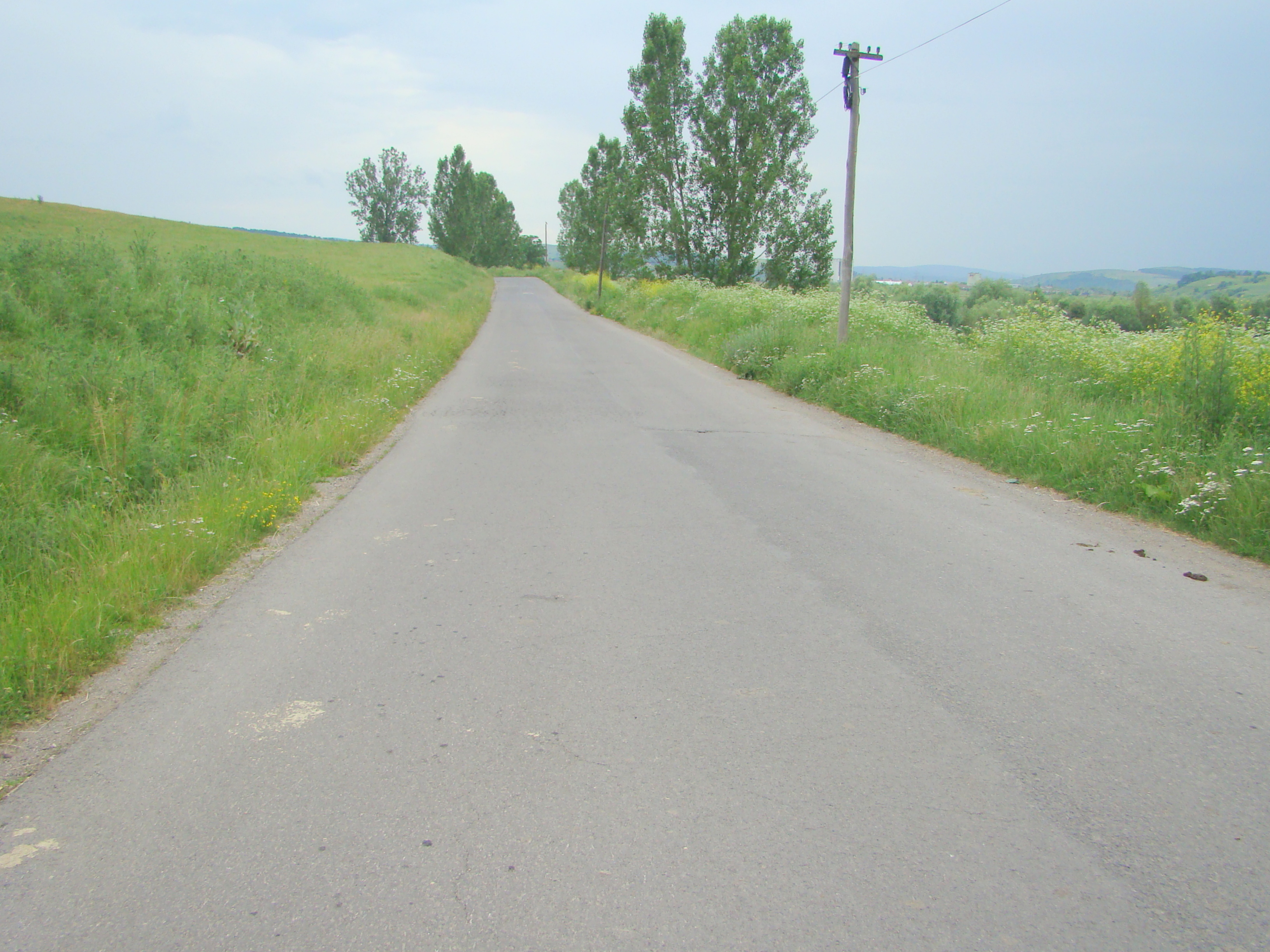
Drumul Hoghiz-Ungra
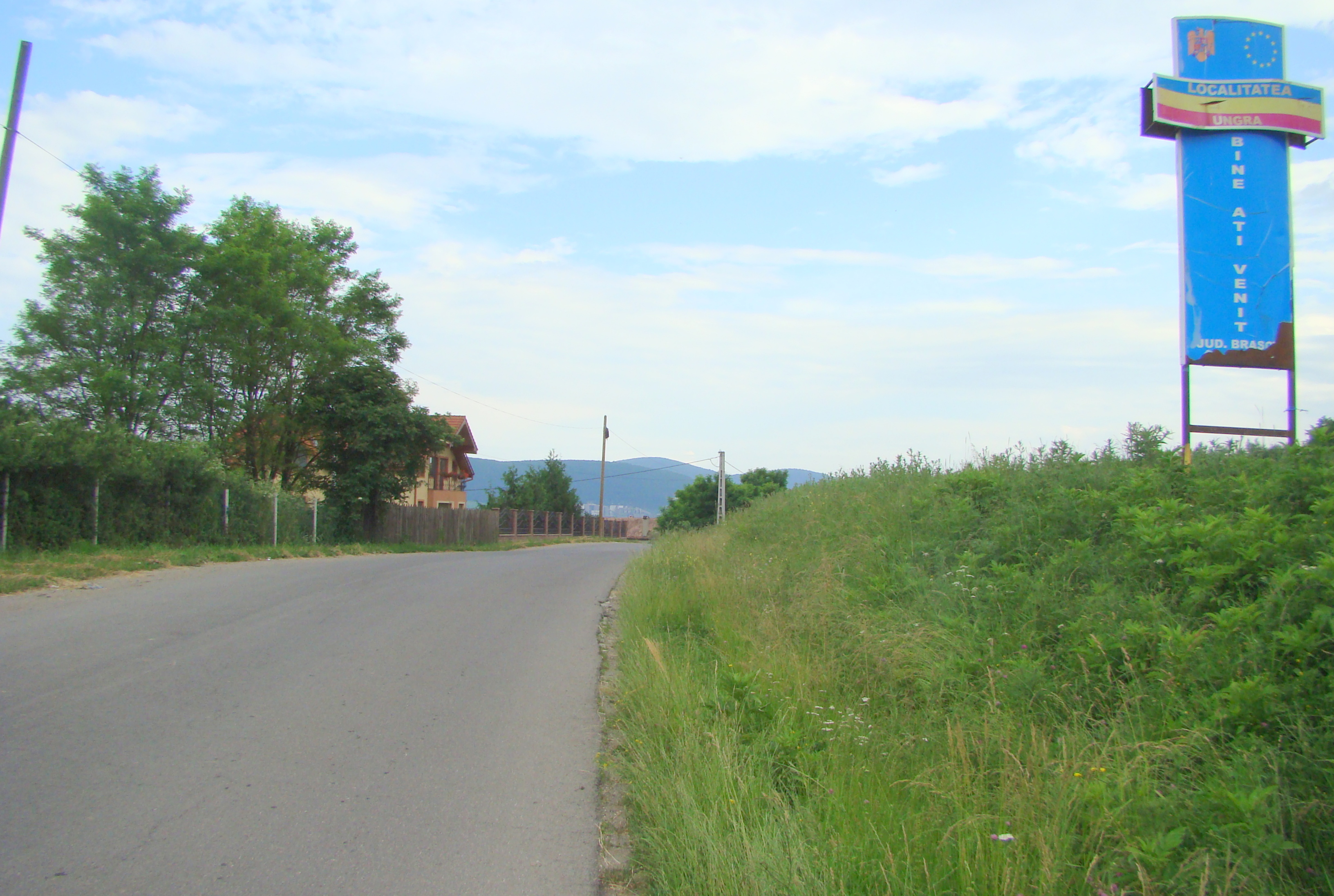
Intrarea în localitate
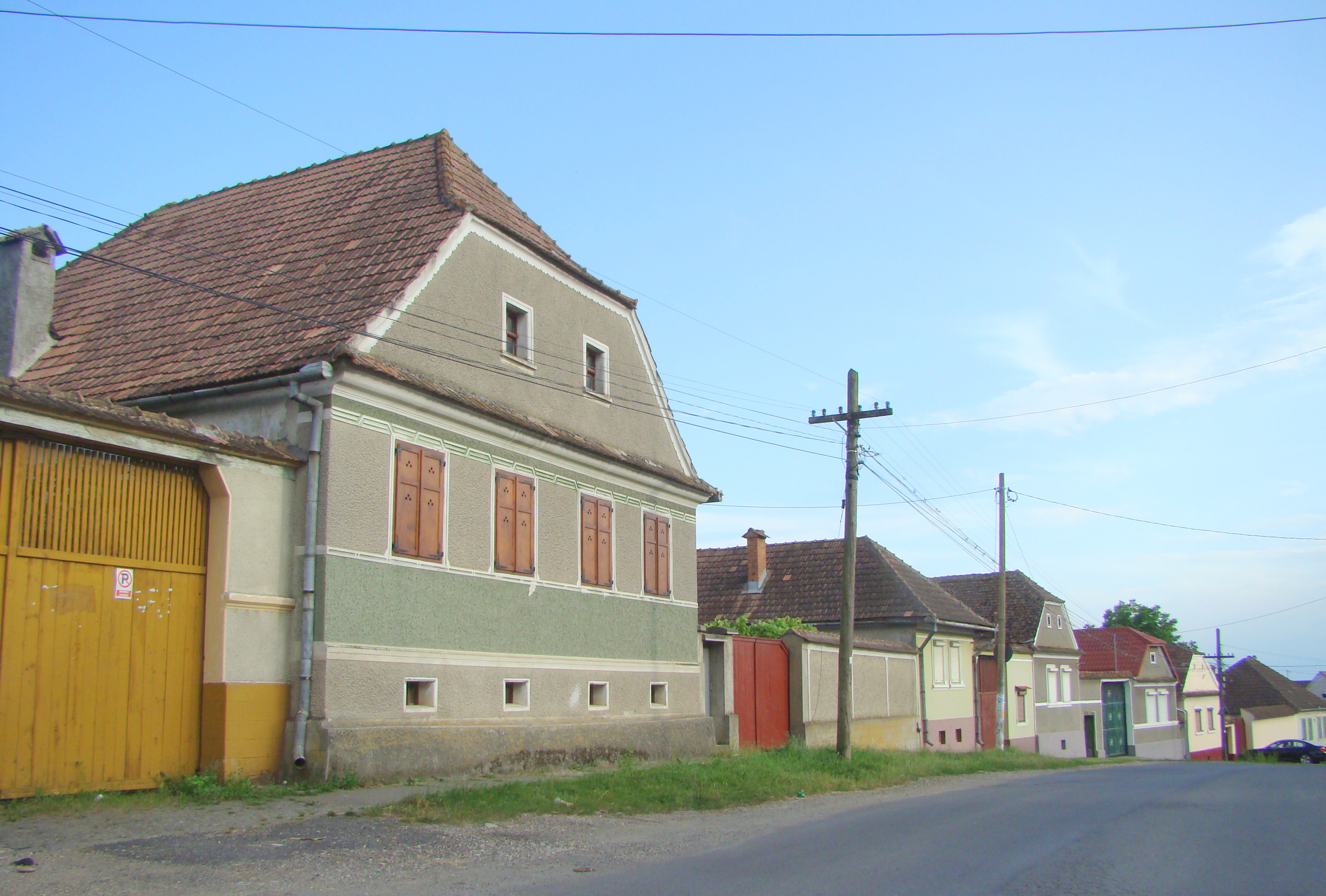
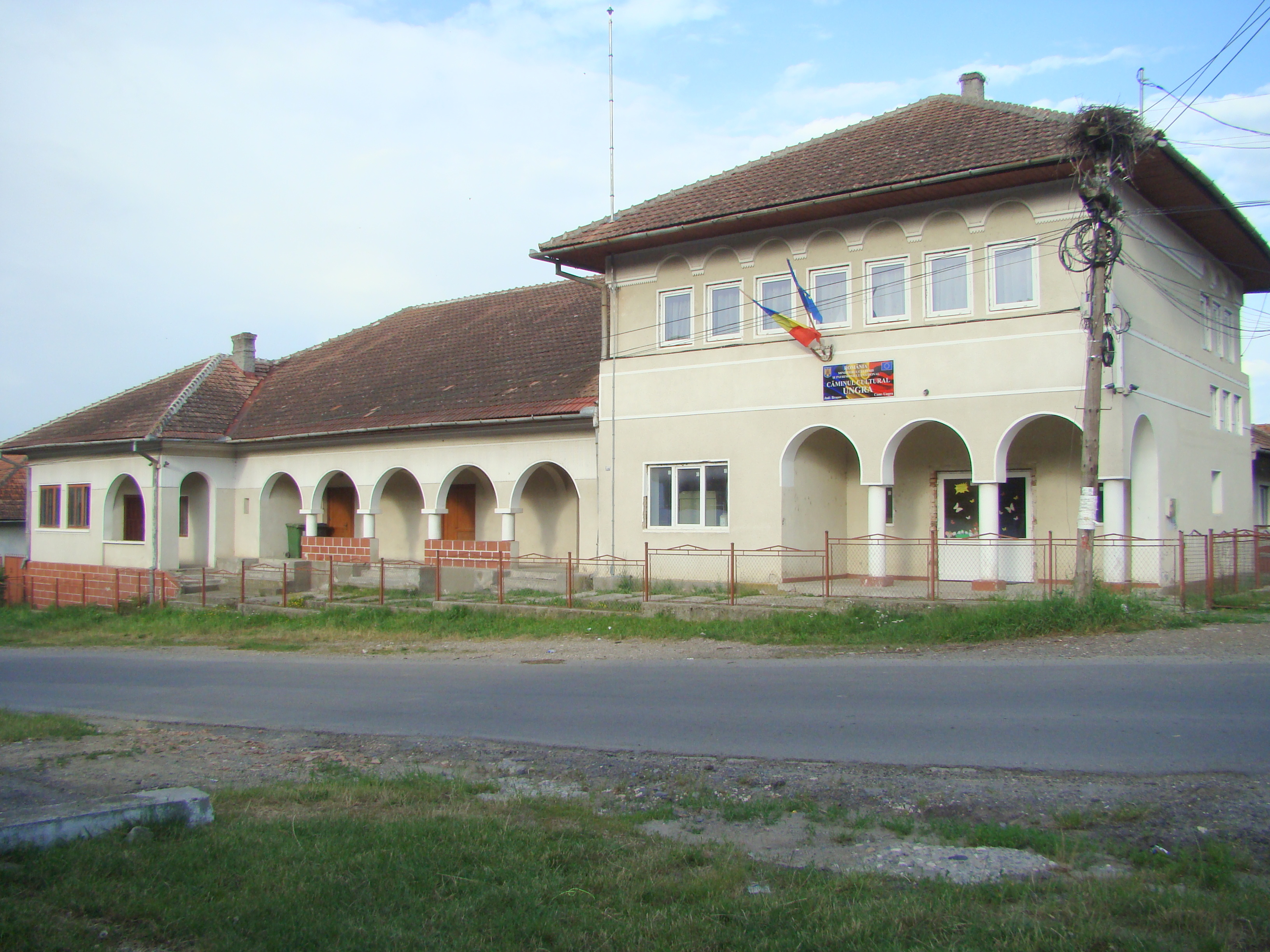
Căminul cultural
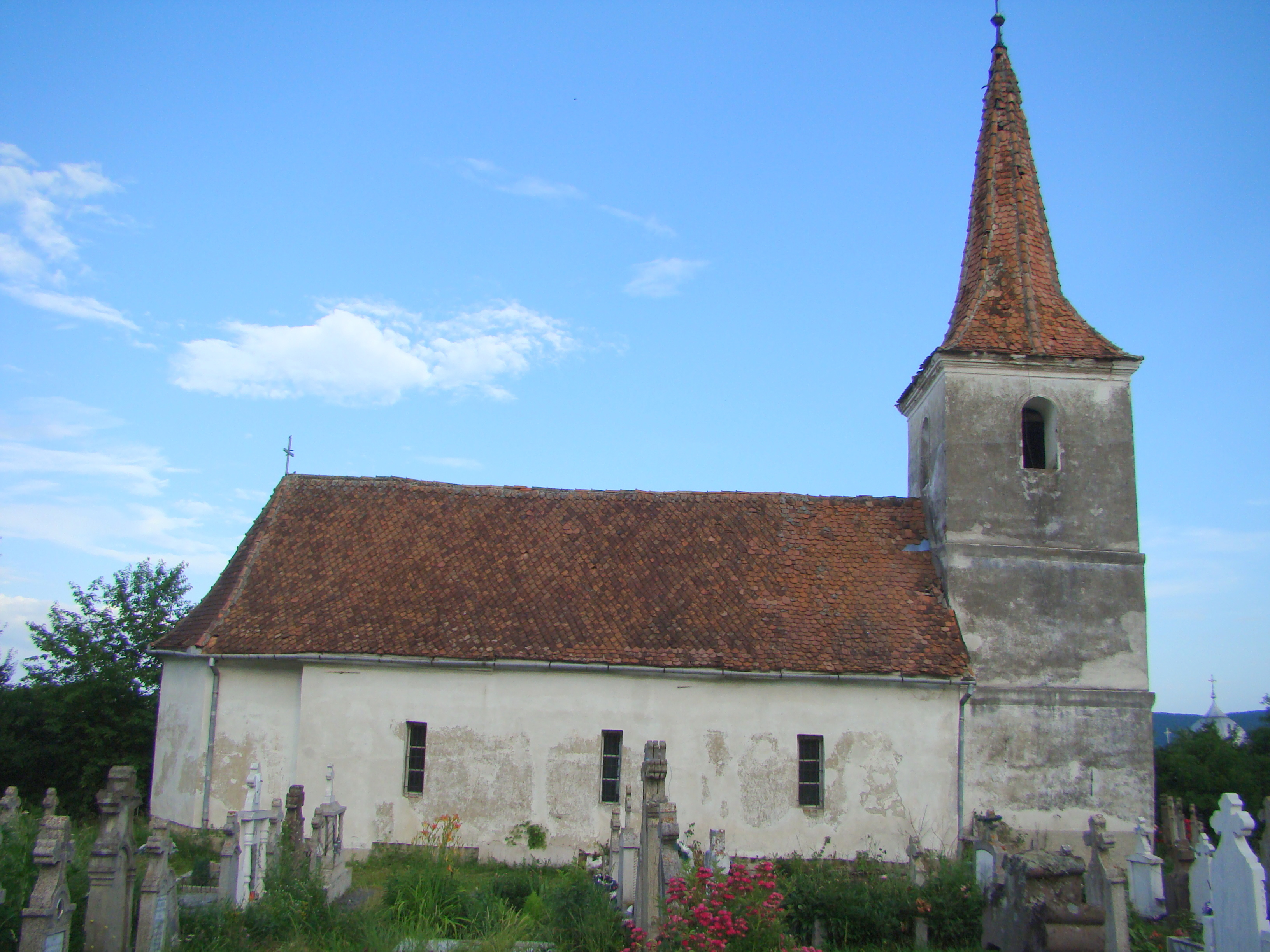
Biserica „Sfânta Treime” (monument istoric)
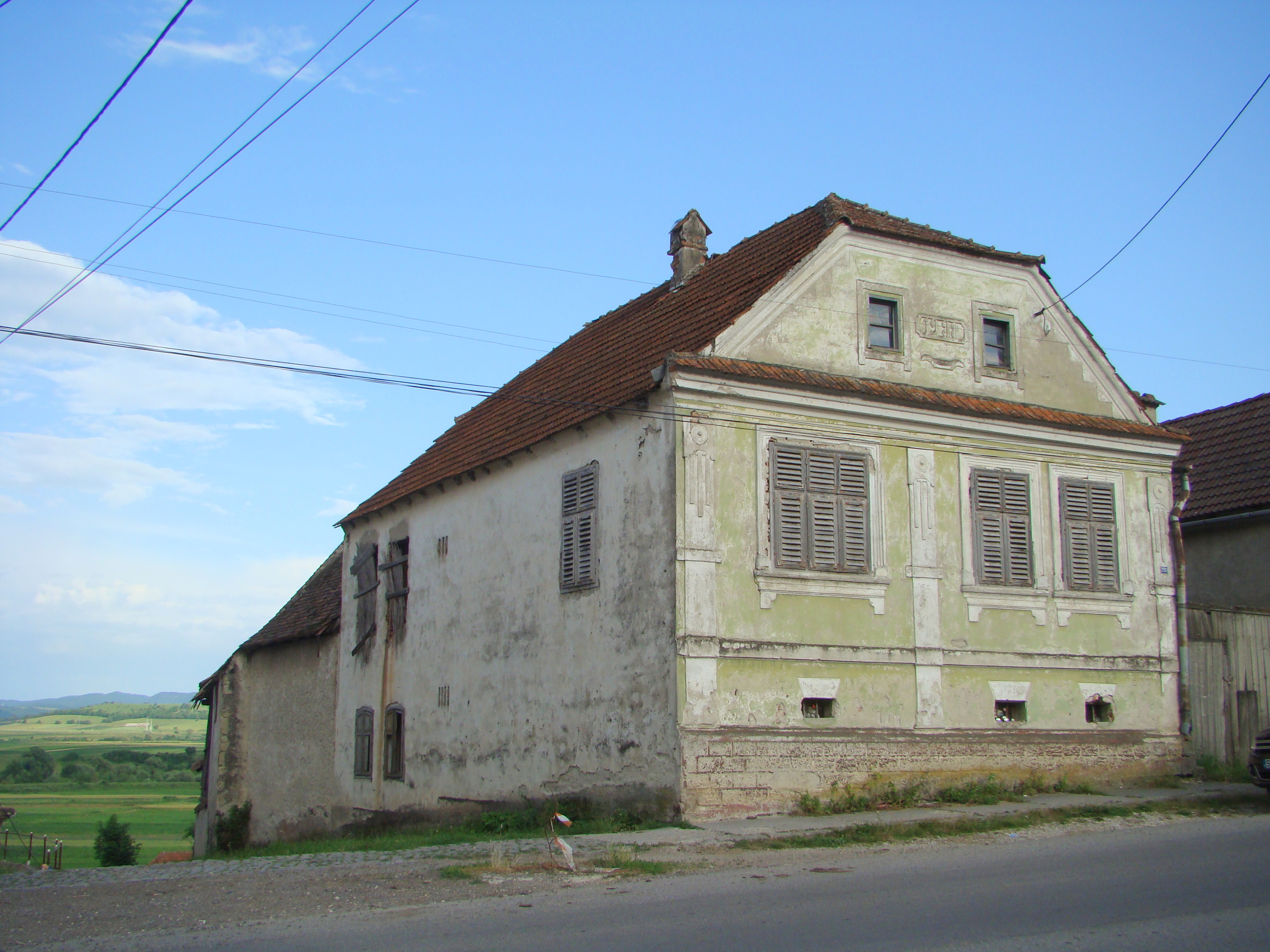
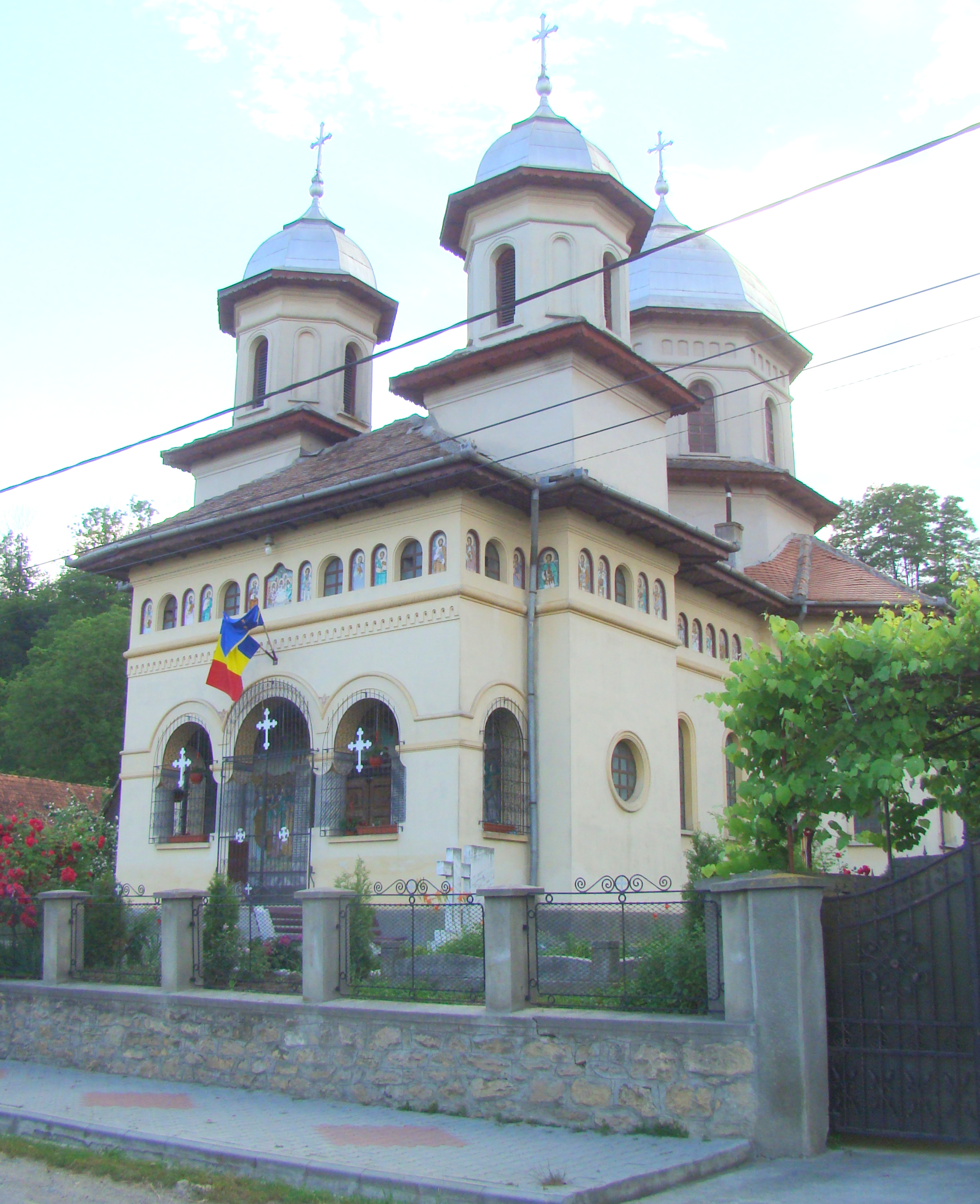
Biserica ortodoxă nouă
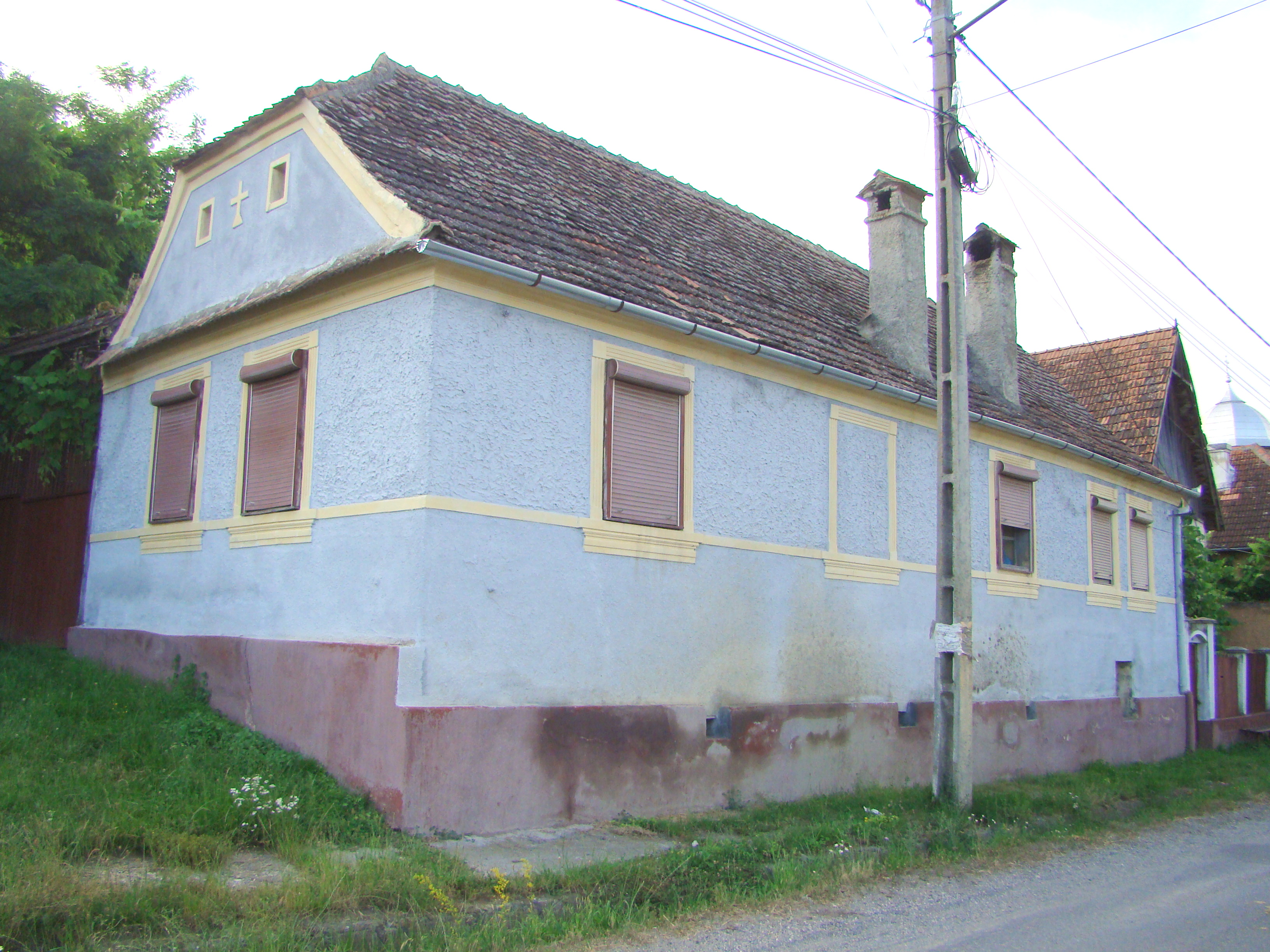
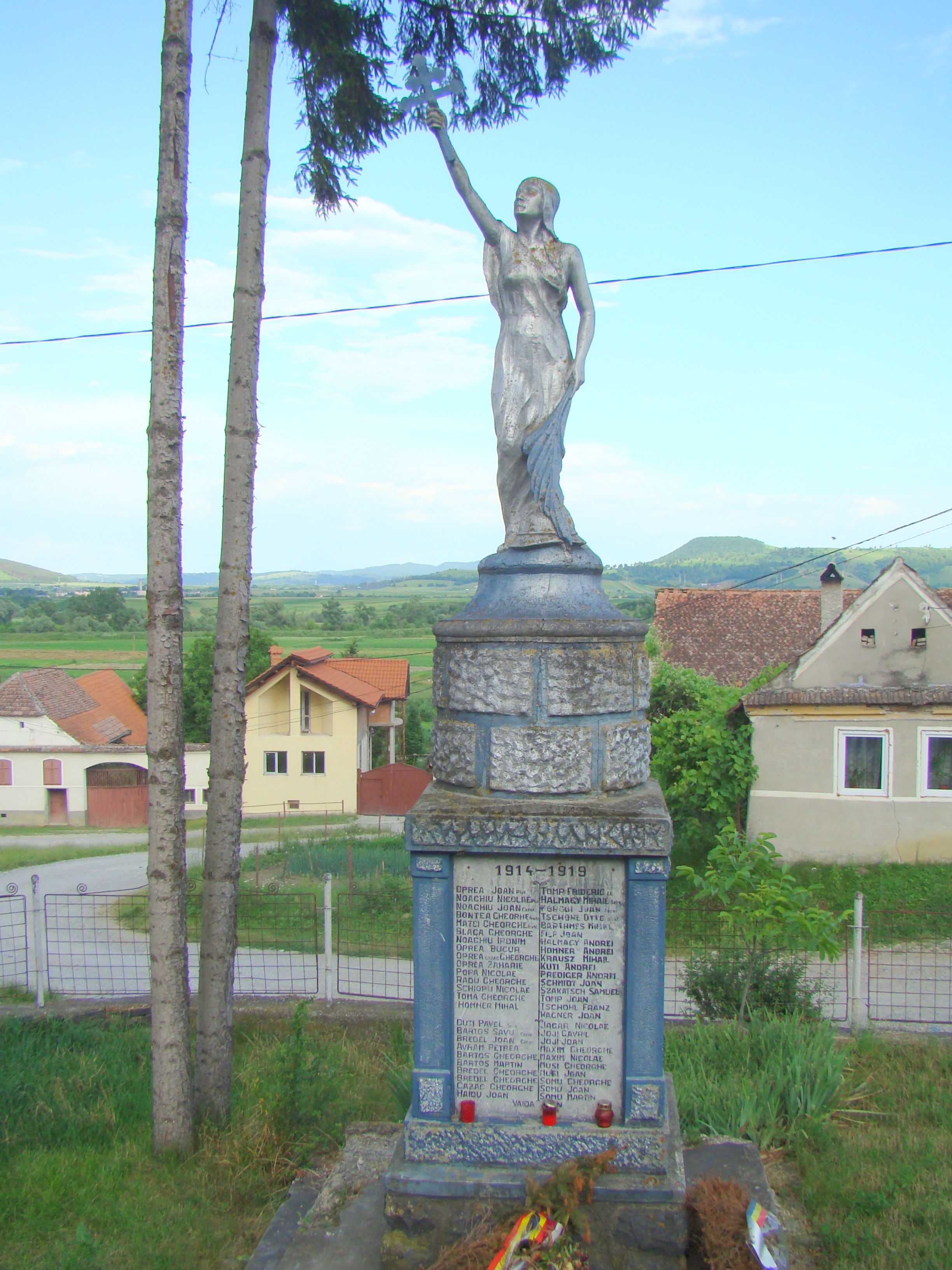
Monumentul eroilor
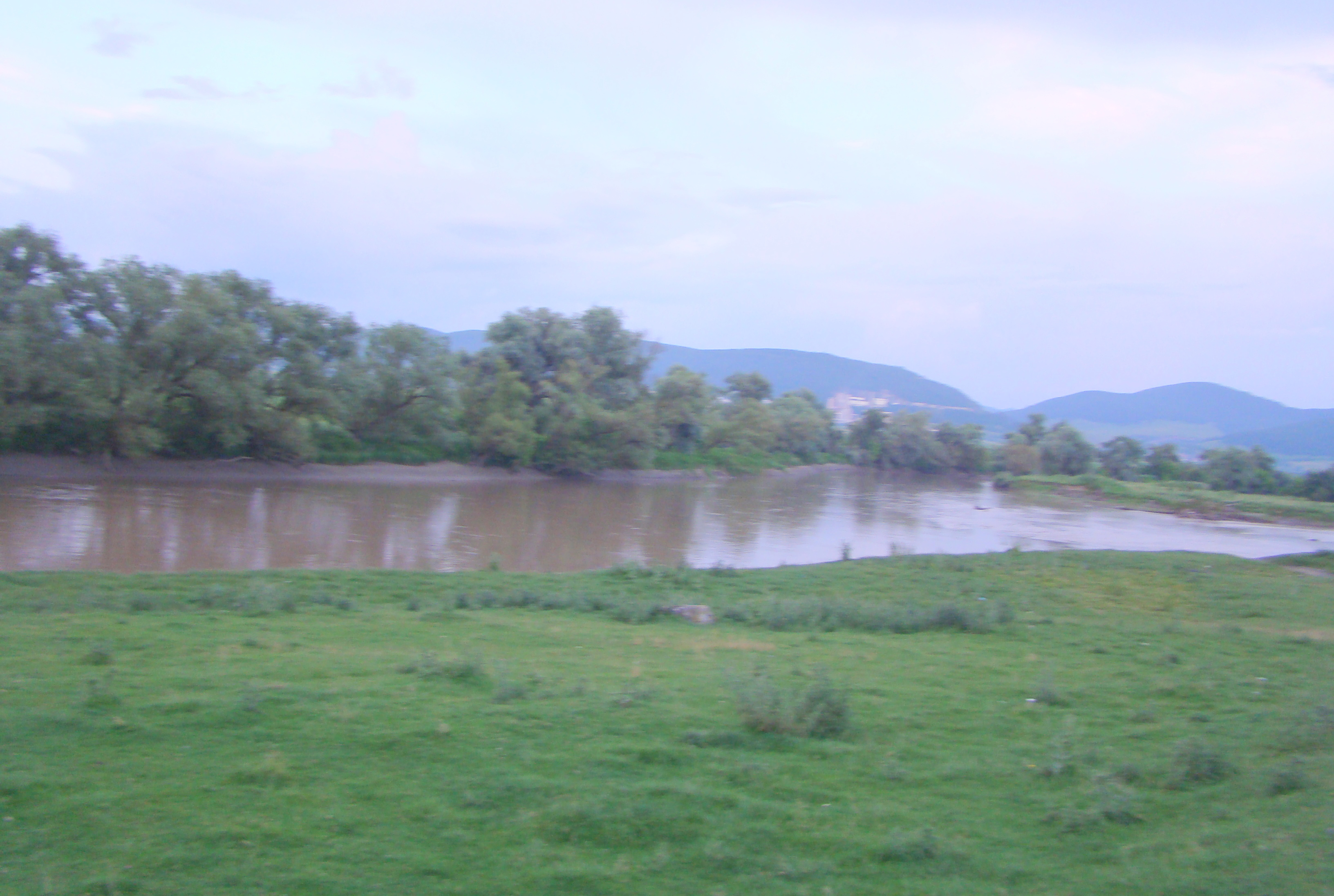
Râul Olt în apropiere de Ungra
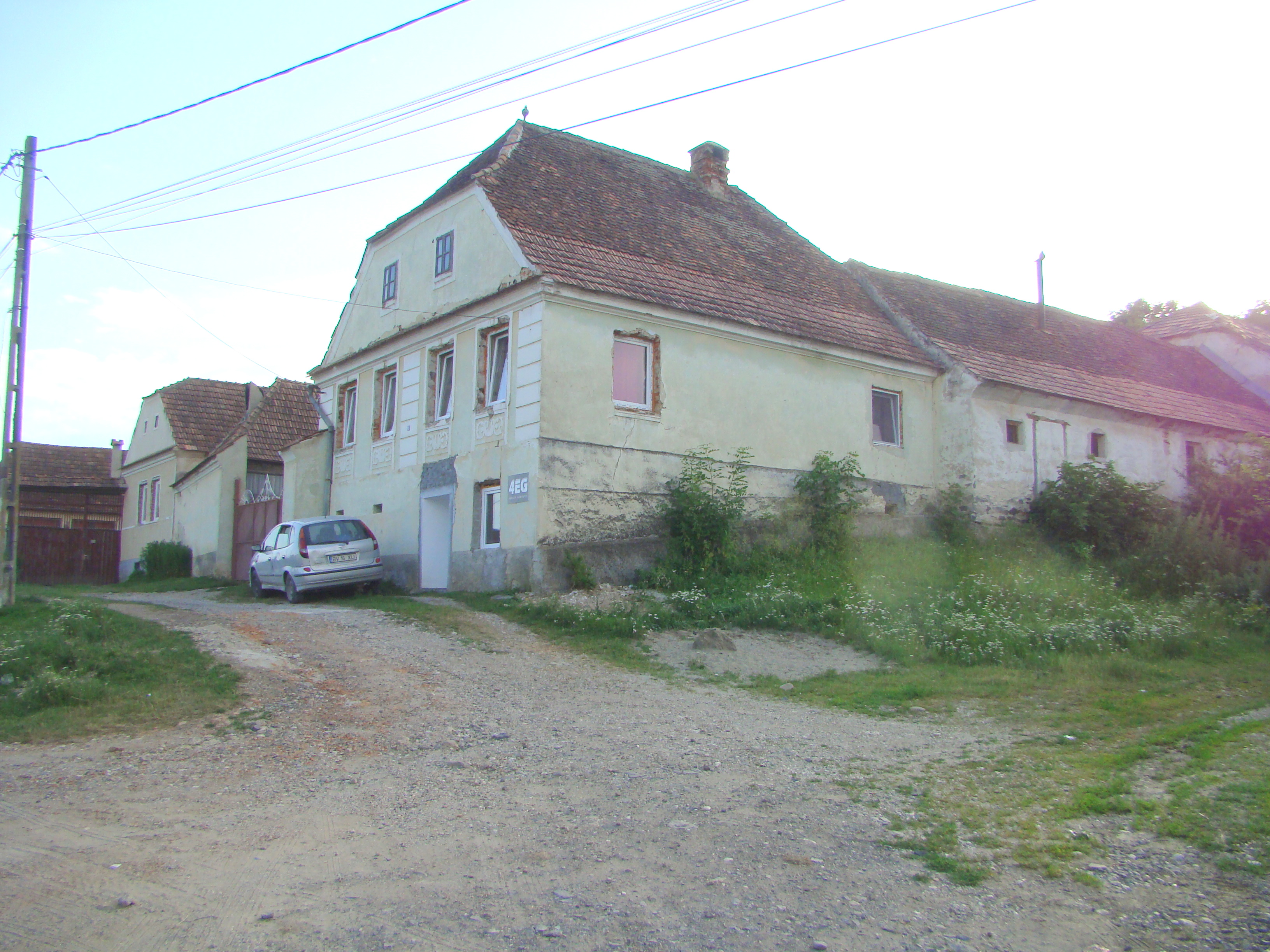